# Apatomyza capensis
Apatomyza capensis är en tvåvingeart som beskrevs av Lamas, Evenhuis och Márcia Souto Couri 2001. Apatomyza capensis ingår i släktet Apatomyza och familjen svävflugor. Inga underarter finns listade i Catalogue of Life.